# Crotonato de isobutila
Crotonato de isobutila ou (E)-but-2-enoato de 2-metilpropila é o composto orgânico, o éster do ácido crotônico do álcool 2-metilpropílico, de fórmula química C8H14O2 e massa molecular 142,19636. É classificado com o número CAS 73545-15-0.